# Phytoliriomyza pteridii
Phytoliriomyza pteridii är en tvåvingeart som beskrevs av Spencer 1973. Phytoliriomyza pteridii ingår i släktet Phytoliriomyza och familjen minerarflugor. Inga underarter finns listade i Catalogue of Life.